# 石塚譲

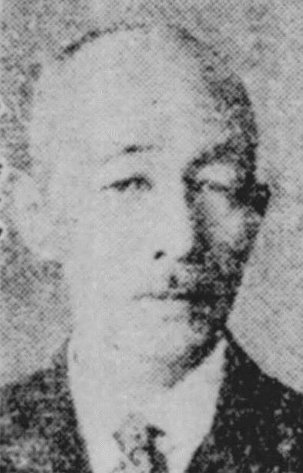
石塚譲

石塚 譲（いしづか ゆずる、慶応元年9月9日（1865年10月28日） - 昭和6年（1931年）3月19日）は、日本の衆議院議員（立憲民政党）、弁護士。

## 経歴
名古屋出身。1888年（明治21年）、英吉利法律学校（現在の中央大学）を卒業。1892年（明治25年）、弁護士となり、山田喜之助の事務所で勤務の後、独立開業した。1900年（明治33年）に新潟県高田町（現在の上越市）に事務所を開いた。
高田町会議員、高田市会議員を経て、1930年（昭和5年）の第17回衆議院議員総選挙で当選を果たした。